# Tradição Religiosa Kotosh
```
   |-
       |
Erro:
:  
valor não especificado para "
nome_comum
"

   [[Categoria:Estados extintos da América do Sul|, 
3000 a.C.
]]
```

A Tradição Religiosa Kotosh é um termo usado pelos arqueólogos para referir-se as civilizações que construíram edifícios rituais nas encostas dos Andes entre cerca de 3000 a.C. e 1800 a.C., durante o Período Pré-cerâmico Andino , ou Período Arcaico Tardio da história andina .  
Os arqueólogos identificaram e escavaram inúmero desses centros rituais. O primeiro deles a ser descoberto foi o de Kotosh , e desde então vários outros foram encontrados mais exemplos em Shillacoto, Wairajirca, Huaricoto, La Galgada e Piruru.  Estes locais estão localizados em zonas montanhosas que estão abaixo da altitude de Puna e separadas por distâncias consideráveis. Apesar disso, a arquitetura pré-cerâmica das terras altas destes complexos são notavelmente semelhantes.
A Tradição Kotosh tem numerosas ligações com a cultura Chavín que emergiu logo após o seu declínio na maioria destes locais.

## Contexto arqueológico
Existiram três fases culturais que precederam a cultura Chavín identificadas em Kotosh, o mesmo ocorreu em outros locais relacionados.

#### Período Mito
A tradição Mito foi a mais antiga. Foi uma tradição Pré-cerâmica. Durante este período, o Templo das Mãos Cruzadas foi construído pela primeira vez. A imagem dos braços cruzados é característica da iconografia dos templos Kotosh. 

#### Período Wairajirca
Neste período surgiu a primeira cerâmica.

#### Período Kotosh
O período Kotosh manteve fortemente as tradições do Período Wairajirca, incluindo a tradição cerâmica. O estrato da cultura do período Kotosh situava-se logo abaixo do estrato da cultura Chavín.
Alguns elementos Kotosh mostram semelhanças com a cultura Chavín. Por exemplo: nas cerâmicas com alça em forma de estribo, nos desenhos cerâmicos curvilíneos e nos padrões entalhados simples.  Há também semelhanças da combinação de pintura preta na cerâmica vermelha. A cerâmica entalhada preta polida de Kotosh é semelhante à cerâmica clássica de Chavín.  

## Kotosh
O "típico complexo" da Tradição Religiosa Kotosh pode ser encontrado em Kotosh, cerca de 5 quilômetros da cidade de Huánuco no Peru .   Localizado no lado oriental dos Andes - que é geograficamente conhecido como Ceja de Montaña (selva equatorial da montanha) -. Está situado na longitude  76° 16' 30" Oeste e latitude do 9° 55' 46" Sul  Situada em um dos terraços mais baixos desta região montanhosa, foi construída ao longo da margem direita do rio Huallaga .  O nome "Kotosh" que  em quechua huanuqueño falado na região significa "monte de pedras", referindo-se aos dois montes pedregosos do local. 

#### Investigação arqueológica
O primeiro arqueólogo a investigar o local em Kotosh foi Julio C. Tello , o pai da arqueologia peruana, que o visitou em 1935 como parte de seu levantamento geral sobre a bacia do rio Huallaga. Embora não realizasse nenhuma escavação no local, recolheu fragmentos de cerâmica da superfície.  Dois anos mais tarde, em 1937, o sítio foi visitado por Donald Collier do Museu Field de História Natural , embora também não empreendeu nenhuma investigação extensiva. 
Em 1958, o arqueólogo japonês Seiichi Izumi visitou o local, acompanhado por Julio Espejo Núñez do Museo Nacional de Arqueología, Antropología e Historia del Perú e o Professor Luis G. Lumberas da Universidad Nacional de San Cristóbal de Huamanga.  Depois desta visita, Izumi liderou uma equipe da Universidade de Tóquio, do Japão, que realizou uma escavação do local entre 1 de Julho e 3 de Outubro de 1960,  como parte do seu amplo Programa Andino de Investigação, que estava realizando desde 1958.  Suas descobertas foram então publicadas em inglês em 1963. 

## La Galgada
Outro exemplo proeminente de um centro de tradição religiosa Kotosh foi o de La Galgada, localizado na margem oriental do rio Tablachaca , o principal afluente do rio Santa.  Situa-se na latitude sul 8° 28' e longitude oeste 78° 9', na Província de Pallasca , Região de Ancash, no Peru. Situado na região montanhosa andina, está em uma altitude relativamente baixa a 1.100 metros acima do nível do mar. Os arqueólogos que escavaram no local no final dos anos 70 e início dos anos 80 decidiram chamar o sitio de La Galgada por causa de um assentamento de mineração de carvão cerca de 2 quilômetros ao norte, embora as pessoas da região se referissem ao local como San Pedro. 
O local em torno de La Galgada foi ocupado inicialmente em 1000 a. C. por comunidades agrícolas que construíram câmaras que eram diferentes de suas casas, presumivelmente para executar atividades cerimoniais.  Pesquisas arqueológicas mostraram que, durante o Período Pré-cerâmico, pelo menos 11 assentamentos se estabeleceram na região do Cânion Tablachaca, em ambos os lados do rio por pelo menos 8 km do assentamento mineiro de la Galgada. Isto levou a Terence Grieder, um dos encarregados da escavação, a comentar que o sítio de La Galgada deve ser visto como uma das áreas cerimoniais e de enterro mais importantes de um distrito bem maior e bem mais povoado, que em termos do período pré-cerâmico deve ser considerado praticamente um centro metropolitano. 

#### Arquitetura
No local cerimonial de La Galgada, os edifícios mais importantes para os antigos construtores, a julgar pelo seu cuidadoso planejamento e construção, seu acabamento fino, freqüentes reformas e uso como túmulos foram aqueles que formaram os montes Norte e Sul. A ausência de ferramentas e alimentos neles e a presença de penas de papagaios, chifres de veado e outros itens excepcionais em seus andares, bem como sua eventual reutilização como túmulos, encorajam a crença de que eles serviram para funções cerimoniais e sugerem que práticas rituais poderiam ter sido realizadas em tais edifícios. 

#### Investigação arqueológica
Na década de 1960, a região de La Galgada tornou-se um assentamento mineiro, e o sitio arqueológico esteve ameaçado por saqueadores que queriam cavar o local em busca de artefatos valiosos. No entanto, o prefeito da cidade na época , Teodoro E. López Trelles, reconheceu a importância do local por seu valor arqueológico, e instituiu medidas para protegê-lo dos saqueadores. Em 1969, fez uma visita ao local com Terence Grieder da Universidade do Texas em Austin , que estava então envolvido nas escavações em Pashash próximo a Cabana a capital da província, e que estava interessado em investigar o local após o fim do projeto Pashash.  
Em 1976, Grieder e seu colega arqueólogo Alberto Bueno Mendoza retornaram ao local, e depois de perceber que o local era do  Período pré-cerâmico, ou seja muito mais antigo do que eles suspeitaram anteriormente, começaram a levantar fundos para uma escavação. Em 1978 as escavações começaram, e continuaram até 1985. 